# Fundația Konrad Adenauer
Fundația Konrad Adenauer (în germană Konrad-Adenauer-Stiftung, acronim KAS) este o fundație de partid politic germană asociată, dar independentă, de Uniunea Creștin Democrată (CDU) de centru-dreapta. Sediul fundației este situat în Sankt Augustin, lângă Bonn (fosta capitală a Germaniei de Vest), precum și în Berlin (actuala capitală a Germaniei). La nivel global, KAS are 78 de birouri și derulează programe în peste 100 de țări. Actualul său președinte este fostul președinte al parlamentului german Deutscher Bundestag, Norbert Lammert. Este membru al Centrului Martens, fundația oficială și think tank-ul Partidului Popular European (PPE). În 2020, Fundația Konrad Adenauer s-a clasat pe locul 15 printre think tank-urile la nivel global.

## Fondare și misiune
Stabilirea unui „program sistematic de educație civică inspirată de valorile creștin democrate” a început să fie luată în considerare în 1952 de un grup de politicieni CDU, inclusiv președintele Bundestag-ului Hermann Ehlers, Robert Tillmanns și Heinrich Krone. La 20 decembrie 1955, la Bonn a fost deschisă Societatea pentru Educație Creștin Democrată, care avea să fie redenumită după cancelarul Konrad Adenauer la data 13 octombrie 1964.
Scopul programelor de educație civică ale fundației este, conform site-ului oficial al fundației, „promovarea libertății, păcii și justiției” prin „continuare unificării europene, îmbunătățirea relațiilor transatlantice și aprofundarea cooperării pentru dezvoltare”. Funcția lor de think-tank și agenție de consultanță este menită să ofere cetățenilor o bază pentru acțiune politică prin cercetarea și analizele tendințelor politice actuale. KAS oferă peste 2.500 de conferințe și evenimente în fiecare an în întreaga lume și susține activ implicarea politică și educația tinerilor dotați intelectual printr-un program prestigios de burse, precum și printr-un program cuprinzător de seminarii în curs de desfășurare.